# 蒙蒂切洛-达尔巴
蒙蒂切洛-达尔巴（義大利語：Monticello d'Alba），是意大利库内奥省的一个市镇。总面积10平方公里，人口2201人，人口密度220.1人/平方公里（2009年）。ISTAT代码为004142。

## 友好城市
- 阿根廷薩斯特雷 1988年